# Bug Meridional

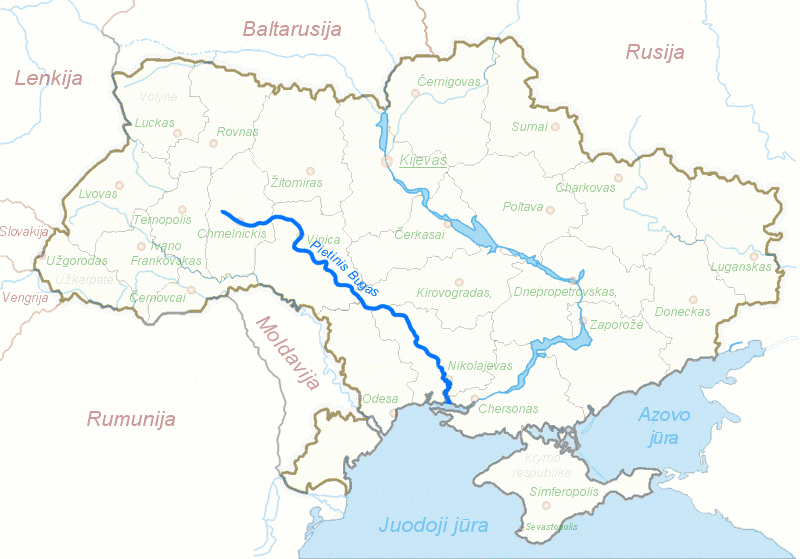
Trajeto do rio na Ucrânia

Bug Meridional, também chamado de Buh Meridional (em ucraniano:  Південний Буг, Pivdennyi Buh; em russo:  Южный Буг, Yuzhny Bug), é um rio navegável localizado na Ucrânia. É o segundo rio mais longo do país.
A nascente do rio está no oeste da Ucrânia, no planalto Volyn-Podillia, a cerca de 145 quilômetros (90 milhas) da fronteira polonesa, de onde flui para o sudeste no estuário do Bug (bacia do Mar Negro) através das estepes do sul. Tem 806 quilômetros (501 milhas) de comprimento e drena 63 700 quilômetros quadrados (24 600 milhas quadradas).
Várias cidades e vilas de importância regional na Ucrânia estão localizadas no Bug do Sul. Começando no oeste da Ucrânia e movendo-se rio abaixo, em direção sudeste, eles são: Khmelnytskyi, Khmilnyk, Vinnytsia, Haivoron, Pervomaisk, Voznesensk e Mykolaiv.
Entre 1941 e 1944, durante a Segunda Guerra Mundial, o Bug do Sul formou a fronteira entre a Ucrânia ocupada pelos alemães e a parte da Ucrânia ocupada pela Romênia, chamada Transnístria.